# Fjällskära
Fjällskära (Saussurea alpina) är en flerårig ört i familjen korgblommiga växter. Den har upprätta, ogrenade blomskott som avslutas i en kvastliknande blomställning. Blommorna är små och rörlika och sitter samlade i korgar och är blåvioletta i färgen och har en doft som påminner om vanilj. På stjälken finns strödda, äggrunt lansettlika blad med mörkgrön ovansida och mer vitaktig, filthårig undersida.

## Utbredning
Fjällskäran förekommer i norra och centrala Europa och österut till Sibirien. I Norden förekommer den främst i fjälltrakter, men har även några lokala sydligare förekomster. Fjällskäran tros ha invandrat till Skandinavien efter den senaste istiden och de sydligare förekomsterna visar på var arten levt kvar. I Estland förekommer en egen geografisk ras, Saussurea alpina ssp. estocica.

## Etymologi
Fjällskärans artepitet, alpina, har betydelsen "växande i Alperna", vilket syftar på att fjällskäran växer i höga fjäll/bergstrakter (jämför med alpint klimat). Äldre namn som föreslagits för fjällskära är lappskära, fjällängsskära, skärda och skäla. Benämningen fjällskära med avseende på den här örten förekommer i litteratur sedan 1816 (från den tredje upplagan av Samuel Liljeblads flora). Carl von Linné uppgav dock inget svensk namn för denna ört.